# Église Saint-Barthélemy de Genas
L'église Saint-Barthélemy de Genas est une église située dans la commune de Genas dans le département français du Rhône en région Auvergne-Rhône-Alpes. Elle est affectée au culte catholique et appartient à la paroisse de l'Alliance, dans le diocèse de Lyon.

## Localisation
L’église Saint-Barthélemy se situe place de l'église, sur la rue de la République à Genas dans le Rhône en Auvergne-Rhône-Alpes. Cette commune, située dans la couronne péri-urbaine de Lyon, est proche de l'aéroport de Saint-Exupéry.

## Histoire
L'édifice actuel a été construit en 1878 par l'architecte Alfred Berruyer sur le site de l'ancienne église romane. L'église est particulièrement reconnaissable par son alternance de pierre dorée et de brique rouge. Les vitraux ont été réalisés à la même période.
Le 24 août 1944, lors de la Seconde Guerre mondiale, au jour de la fête de Saint Barthélemy, les Allemands bombardent le fort de Genas (à 2 km à l'est de l'église). Le fort, plein de munitions, explose. Un éclat d’obus a atteint l'église et a atterri sous la statue de Saint-Barthélemy. Le morceau d'obus a été fixé à cette même place, en mémorial, et pour manifester la reconnaissance de la paroisse d’avoir été épargné d'une explosion plus destructrice.
En 2017 et 2018, de gros travaux de rénovations ont été faits afin qu’elle puisse être conservée dans le patrimoine culturel et architectural de la ville. Des éléments ont été réutilisés et mis en avant tels que des personnages ou encore des chapiteaux du XIIIe siècle. Actuellement, 3 objets sont inscrits au titre des monuments historiques : le reliquaire de Saint-Barthélemy, et deux bustes en bois peints du XVIIe siècle.
L'église est affectée au culte catholique, la messe est célébrée chaque dimanche et en semaine.

## Origines
Son nom est tiré d'un personnage religieux tiré de la Bible : Saint Barthélemy. Il est l’un des douze Apôtres de Jésus. Il aurait durant sa vie évangélisé l’Arabie, la Mésopotamie, et serait apparemment allé jusqu'aux Indes.

## Accès
L'Église peut être accessible par le bus TCL numéro 28 en direction de Lyon ou de l'aéroport Saint-Exupéry, par la rocade E, par l'autoroute A43 Saint-Priest, ainsi que par la gare de Saint-Priest.